# 55. nordlige breddekreds
Den 55. nordlige breddekreds (eller 55 grader nordlig bredde) er en breddekreds, der ligger 55 grader nord for ækvator. Den løber gennem Europa (inkl. Danmark), Asien, Stillehavet, Nordamerika og Atlanterhavet.

## Galleri
- Det geografiske knudepunkt ved Slusegården på Bornholm, hvor stenen i jorden markerer hvor 15 grader øst krydser 55 grader nord.